# Rinus Michels
Rinus Michels (Amszterdam, 1928. február 9. – Aalst, 2005. március 3.) holland edző és válogatott labdarúgó.
Játékos pályafutása alatt egyetlen klubban az Ajax-ban játszott, melyet később edzőként is irányított és megnyerte a Bajnokcsapatok Európa-kupáját 1971-ben. A Barcelona edzőjeként spanyol bajnok lett.
A holland válogatott szövetségi kapitányi posztját négy alkalommal töltötte be.
Az 1974-es világbajnokságon a holland válogatottal megvalósította az úgynevezett totális futballt, s az együttes - többek között a torna legjobb játékosának választott Johan Cruijff remeklésével - ezüstérmet szerzett.
Az 1988-as Európa-bajnokságon elért első helyezés is az ő nevéhez fűződik.

## Sikerei, díjai

### Játékosként
Ajax
- Holland bajnok (2): 1946–47, 1956–57

### Edzőként
Ajax
- Holland bajnok (4): 1965–66, 1966–67, 1967–68, 1969–70
- Holland kupagyőztes (3): 1966–67, 1969–70, 1970–71
- BEK győztes (1): 1970–71
- Intertotó-kupa győztes (1): 1968

Barcelona
- Spanyol bajnok (1): 1973–74
- Spanyol kupagyőztes (1): 1977–78
- VVK győztes (1): 1971

1. FC Köln
- Német kupagyőztes (1): 1982–83

Hollandia
- Világbajnoki ezüstérmes (1): 1974
- Európa-bajnok (1): 1988

## Statisztika

### Mérkőzései a holland válogatottban
| Hollandia | Hollandia        | Hollandia                  | Hollandia  | Hollandia | Hollandia | Hollandia  | Hollandia | Hollandia |
| #         | Dátum            | Helyszín                   | Hazai      | Eredmény  | Vendég    | Kiírás     | Gólok     | Esemény   |
| --------- | ---------------- | -------------------------- | ---------- | --------- | --------- | ---------- | --------- | --------- |
| 1.        | 1950. június 8.  | Stockholm, Råsunda Stadion | Svédország | 4 – 1     | Hollandia | barátságos | -         |           |
| 2.        | 1950. június 11. | Helsinki, Olimpiai Stadion | Finnország | 4 – 1     | Hollandia | barátságos | -         |           |
| 3.        | 1954. április 4. | Antwerpen, Bosuilstadion   | Belgium    | 4 – 0     | Hollandia | barátságos | -         |           |
| 4.        | 1954. május 19.  | Stockholm, Råsunda Stadion | Svédország | 6 – 1     | Hollandia | barátságos | -         |           |
| 5.        | 1954. május 30.  | Zürich, Hardturm stadion   | Svájc      | 3 – 1     | Hollandia | barátságos | -         |           |
|           | Összesen         |                            |            | 5         | mérkőzés  |            | 0         | gól       |

### Mérkőzései holland szövetségi kapitányként
Első időszak
| Hollandia | Hollandia         | Hollandia                            | Hollandia | Hollandia | Hollandia  | Hollandia     | Hollandia | Hollandia |
| #         | Dátum             | Helyszín                             | Hazai     | Eredmény  | Vendég     | Kiírás        | Gólok     | Esemény   |
| --------- | ----------------- | ------------------------------------ | --------- | --------- | ---------- | ------------- | --------- | --------- |
| 1.        | 1974. március 27. | Rotterdam, Feijenoord Stadion        | Hollandia | 1 – 1     | Ausztria   | barátságos    | -         |           |
| 2.        | 1974. május 26.   | Amszterdam, Olimpiai Stadion         | Hollandia | 4 – 1     | Argentína  | barátságos    | -         |           |
| 3.        | 1974. június 5.   | Rotterdam, Feijenoord Stadion        | Hollandia | 0 – 0     | Románia    | barátságos    | -         |           |
| 4.        | 1974. június 15.  | Hannover, Niedersachsenstadion (FRG) | Uruguay   | 0 – 2     | Hollandia  | vb-csoportkör | -         |           |
| 5.        | 1974. június 19.  | Dortmund, Westfalenstadion (FRG)     | Hollandia | 0 – 0     | Svédország | vb-csoportkör | -         |           |
| 6.        | 1974. június 23.  | Dortmund, Westfalenstadion (FRG)     | Bulgária  | 1 – 4     | Hollandia  | vb-csoportkör | -         |           |
| 7.        | 1974. június 26.  | Gelsenkirchen, Parkstadion (FRG)     | Argentína | 0 – 4     | Hollandia  | vb-középdöntő | -         |           |
| 8.        | 1974. június 30.  | Gelsenkirchen, Parkstadion (FRG)     | NDK       | 0 – 2     | Hollandia  | vb-középdöntő | -         |           |
| 9.        | 1974. július 3.   | Dortmund, Westfalenstadion (FRG)     | Brazília  | 0 – 2     | Hollandia  | vb-középdöntő | -         |           |
| 10.       | 1974. július 7.   | München, Olimpiai Stadion            | NSZK      | 2 – 1     | Hollandia  | vb-döntő      | -         |           |
|           | Összesen          |                                      |           | –         | mérkőzés   |               | –         | gól       |

Második időszak
| Hollandia | Hollandia          | Hollandia                     | Hollandia | Hollandia | Hollandia | Hollandia    | Hollandia | Hollandia |
| #         | Dátum              | Helyszín                      | Hazai     | Eredmény  | Vendég    | Kiírás       | Gólok     | Esemény   |
| --------- | ------------------ | ----------------------------- | --------- | --------- | --------- | ------------ | --------- | --------- |
| 11.       | 1984. november 14. | Bécs, Gerhard Hanappi Stadion | Ausztria  | 1 – 0     | Hollandia | vb-selejtező | -         |           |
| 12.       | 1984. december 23. | Nicosia, Makário Stadion      | Ciprus    | 0 – 1     | Hollandia | vb-selejtező | -         |           |
|           | Összesen           |                               |           | –         | mérkőzés  |              | –         | gól       |

## Külső hivatkozások
- Pályafutása a blaugrana.hu honlapján
- Rinus Michels a Wereld van Oranje honlapján